# 约翰·N·夏夫
约翰·诺思拉普·夏夫（英語：John Northrup Shive，1913年2月22日—1984年6月1日）是一位美国物理学家和发明家，在贝尔实验室工作期间于电子工程和固体物理学领域上取得了巨大贡献。